# Dermaleipa metaphaena
Dermaleipa metaphaena là một loài bướm đêm trong họ Erebidae.